# Bohuslav Jiruš
Bohuslav Jiruš (17. října 1841 Praha – 16. listopadu 1901 Praha) byl český šlechtic, lékař a botanik.

## Život
Na přelomu 17. a 18. století se pod hradem Křivoklát usadil rod Jiruschů, zkušených lesníků, který později své příjmení počeštil na Jiruš. Rod se neustále rozvětvoval a v první polovině 19. století se od něj odštěpila „lékařská větev“, z níž pochází Bohuslavův otec Vincenc (1810–1884) a strýc Josef. Bohuslavův otec prožil většinu života v Praze (a na cestách po Evropě), strýc Josef zůstal v Křivoklátě jako venkovský doktor. Bohuslav Jiruš, stejně jako jeho otec Vincenc, žil především v Praze, kde se stal v roce 1886 profesorem farmakologie na univerzitě (a také hodně cestoval). Šlechtický titul rytíř měl po svém otci.
Svému bratranci Jindřichovi (syn Josefa) pomáhal Bohuslav v péči o Marii Čechovou, sestru Svatopluka Čecha, která trpěla tuberkulózou.[zdroj?]
Zemřel svobodný, bezdětný.
Pravnukem Jirušovy sestry Marie byl právník Otakar Motejl.

## Dílo
Pracoval jako profesor botaniky na univerzitě v Záhřebu a farmakologie v Praze. Jeho odborný zájem se soustředil na farmakologii a jedním z nejznámějších vědeckých děl, které po sobě zanechal, je práce věnovaná rostlinným jedům.
Významně přispěl k budování botanických sbírek Muzea Království českého, jehož byl krátce i jednatelem. V závěru života se stal dvorním radou. Byl po něm pojmenován vyhynulý druh českého cykasu jirušie Jirušova (Jirusia jirusii).

## Zajímavost
Svoji pozůstalost rozdělil do dvou souborů; jeden odkázal přímo do sbírek Národního muzea a druhý uložil do dvou dřevěných beden vyložených pozinkovaným plechem. Bedny nechal uzavřít a odvézt do depozitáře Národního muzea s nápisem na mosazném štítku, že se mají otevřít 16. listopadu 2101. Spekulovalo se o tom, že by v bednách mohl být ukryt recept dlouhověkosti, návody k výrobě zázračných léků nebo nebezpečné biologické materiály (silné jedy či smrtící bakterie). Vedoucí oddělení zámeckých knihoven Petr Mašek upozornil, že v nich spíše bude běžný mobiliář tehdejšího bytu, popsaného v závěti: „Veškeré předměty nalézající se v mém bytu neb v ústavu farmakologickém, pokud jsou můj majetek, mimo bibliotheky, nábytku, zcela chatrných šatů a prádla špatného… musí se uložiti do beden zinkovým plechem vyložených. Předměty zasypou se naftalinem a bedny se pak vzduchotěsně zaletují“.
Tato hypotéza se potvrdila nálezem inventárních seznamů obou beden.